# Бурманська кішка
Бурманська, Бірманська короткошерста, Бурмезька, Бурма (англ. Burmese, BUR)  — порода кішок, що були виведені у Бангкоку.

## Історія
Згідно з легендою бурми були храмовими тваринами. Можливо, вони були домашніми кішками, що жили в багатих родинах Бангкока (у тому числі в королівській родині) набагато раніше сіамів. У давній «Книзі віршів про кішок» були описані й оспівані кішки, схожі на бурм. У Бангкокському музеї зберігається близько 20 різних робіт, датованих XIV-XVIII століттями, із зображеннями кішок, схожих на бурм. Першість у розведенні бурм слід віддати докторові Джозефу Томпсону із Сан-Франциско. У 1930 році він привіз із західного узбережжя Бірми в Америку коричневу кішечку (звали її Вонг-Мау). Він схрестив її із сіамською й одержав у приплоді кошенят, схожих на батьків. З коричневими кошенятами велася подальша селекційна робота. У 1938 році зусиллями доктора Томпсона перші бурми були представлені на виставці як самостійна породна група. У 1948 році були завезені до Англії звідти розповсюдилися по всій Європі. Перший стандарт був прийнятий у 1951 році. Бірманські кішки отримали широке визнання в усьому світі. В Англії та Америці за популярністю вони не поступаються персам, тут навіть створені асоціації любителів бурм. В Австралії виведена бурманська кішка білого забарвлення. Великий інтерес становить ця порода для генетиків, тому що використовується для одержання гібридних порід, наприклад: тонкінези — гібрид бурми й сіамської, бомбеї — гібрид бурми й чорної американської короткошерстої тощо.

## Розмноження
Бірманські кішки дуже плодючі. У середньому в приплоді буває від 4 до 6 кошенят (іноді до 10). Кошенята народжуються зі світлішим хутром, ніж дорослі тварини. Остаточне забарвлення встановлюється у віці декількох тижнів. У кошенят у віці до 10 місяців допускається легке тигрове забарвлення. Текстура хутра зазнає поступової зміни й остаточно формується, як і забарвлення, до двох років.

## Характер
Бурманські кішки — це життєрадісні, миролюбні, ніжні й лояльні до людей тварини, не настільки темпераментні, як сіами. Дуже допитливі. Вони люблять увагу, ладнають з дітьми. Постійно потребують компаньйона, чудово уживаються з іншими тваринами. Легко дресируються, активні, рухливі. Дуже акуратні й намагаються не порушувати порядок у будинку. Вони не вміють дряпатися, хоча пазурі в них чудові. Найбільше за це бірманських кішок люблять експерти, які судять їх на виставках. Тварин не приваблюють меблі, штори й шпалери. Вони швидко звикають точити пазурі в певному місці. Мають гарний апетит. Прекрасні мисливці.

## Зовнішній вигляд
Кішки бірманської породи — це компактні тварини з витонченою статурою. Тіло середньої величини, з добре розвиненою мускулатурою, міцне. Грудна клітка міцна, округла, широка. Спина пряма від плечей до крупу. Кінцівки тонкі, витончені. Передні кінцівки трохи короткуваті, створюють видимість компактної тварини. Лапи невеликі, овальні. Хвіст прямий, середньої довжини, не товстий біля основи, трохи звужується до заокругленого кінчика.
Голова трохи заокруглена, має форму тупого короткого клина. Вилиці добре розвинені. Ніс короткий. Біля основи носа виразна виїмка. Вуха середньої величини, трохи нахилені вперед, розташовані далеко одне від одного, широкі біля основи, з трохи заокругленими кінчиками. Зовнішня лінія вух ніби продовжує верхню частину морди (у дорослих котів це не завжди можливо через розвинені щоки). Очі великі, розташовані далеко одне від одного. Верхня лінія очей на східний манер проходить до носа, а нижня має заокруглену форму. Колір очей жовтий всіх відтінків аж до бурштинового, бажано золотаво-жовтого кольору, перевага надається блискучим очам. Шия довга, тонка.
Хутро ніжне, коротке, лискуче, прилегле до тіла, майже без підшерстя.

### Забарвлення
У хутра особливий розподіл забарвлення. Голова, лапи, хвіст і спина повинні бути трохи темнішими. Від спини до живота забарвлення поступово світлішає. Шия і груди трохи світліші основного тону. Усі забарвлення бірманських кішок без смуг і малюнка, термозалежні, тобто при зниженні температури навколишнього середовища хутро темнішає на мордочці, кінчиках лап, на хвості й спині. Сьогодні у Європі визнаними вважаються десять забарвлень: коричневе, шоколадне, лілове, блакитне, червоне й кремове, а також чотири черепахові (черепахове чорне, блакитнувато-черепахове, лілово-черепахове, шоколадно-черепахове). Чисто-біле забарвлення визнане тільки в Австралії.

## Світлини

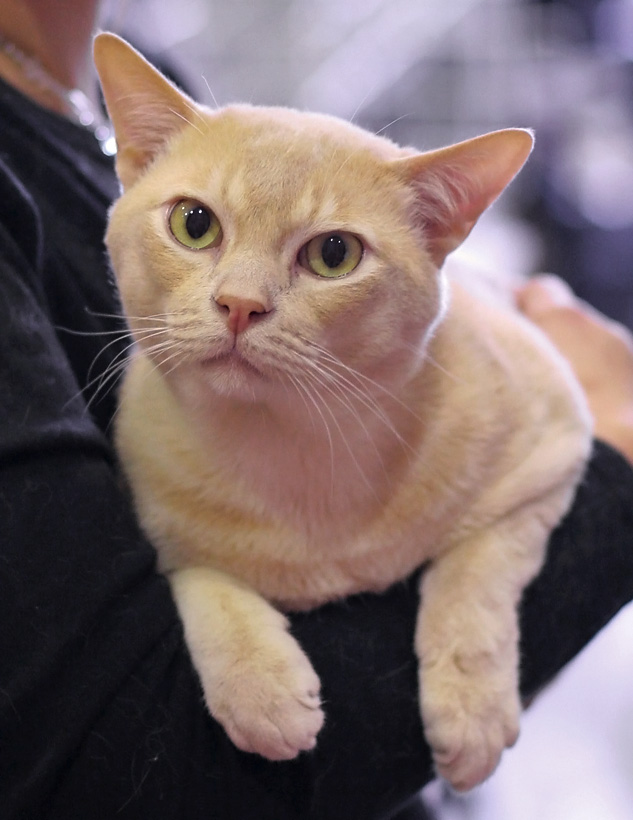
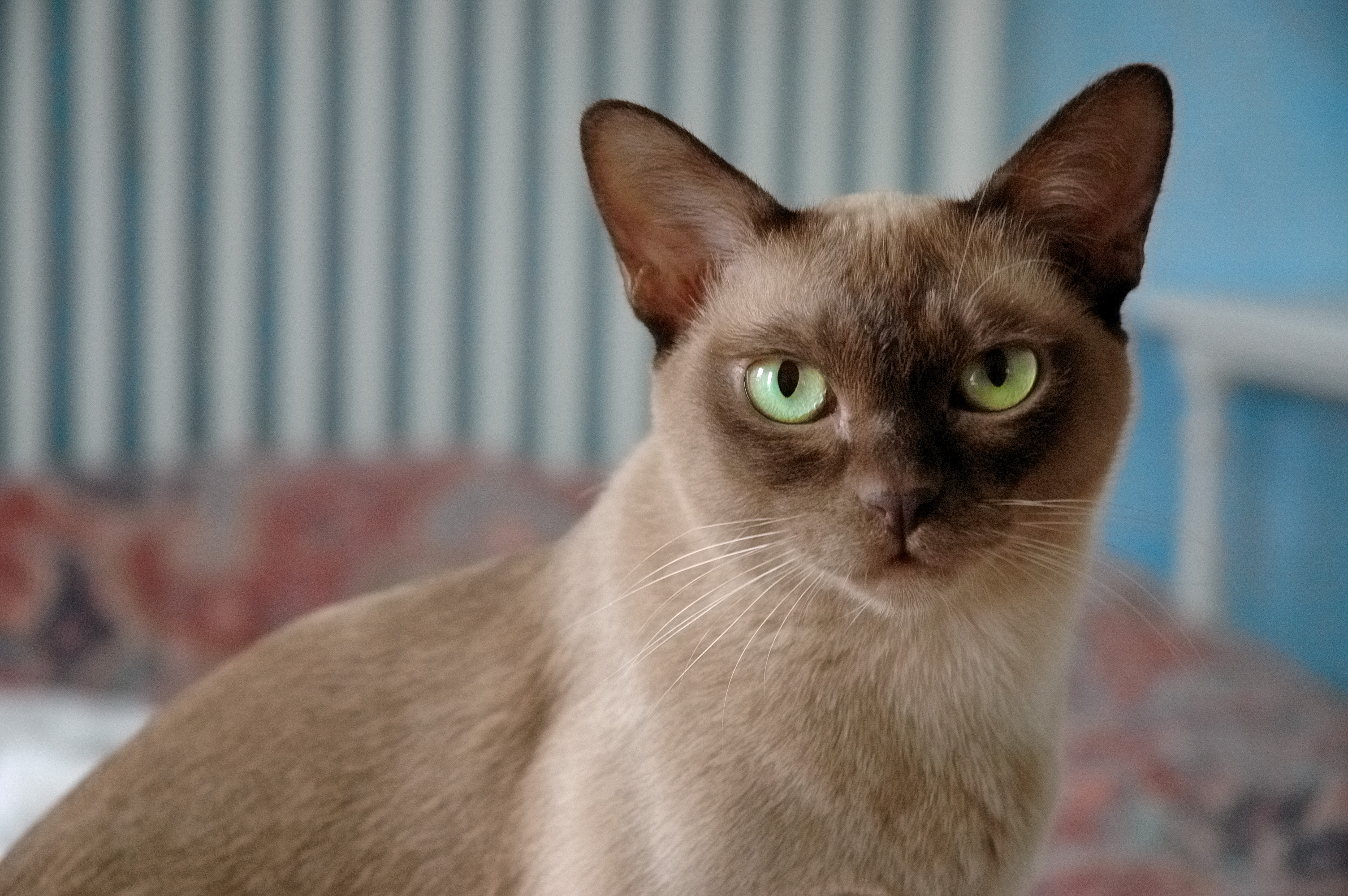
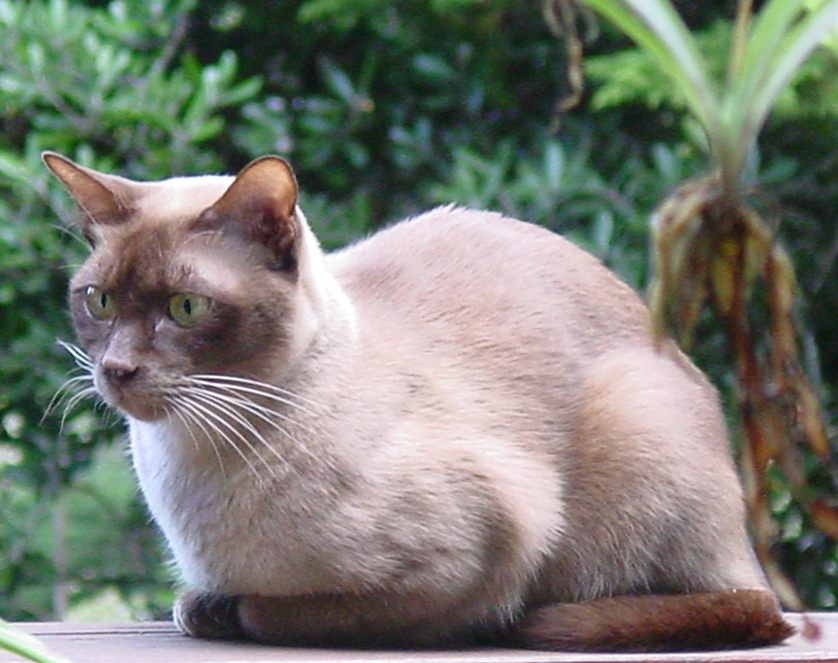
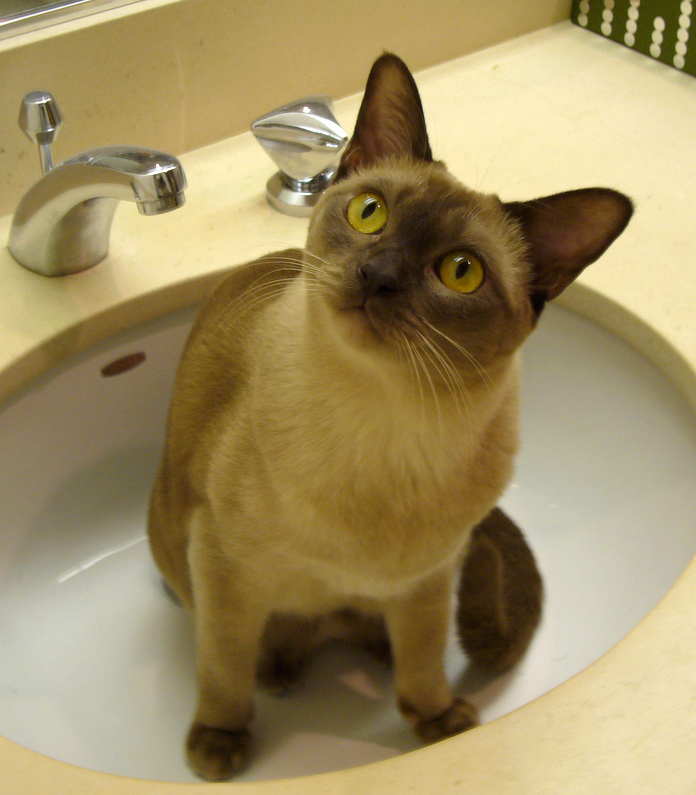
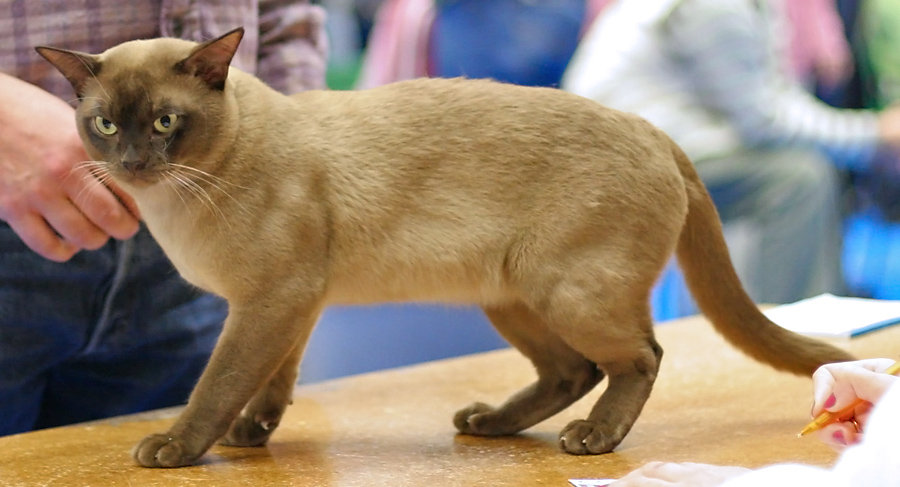
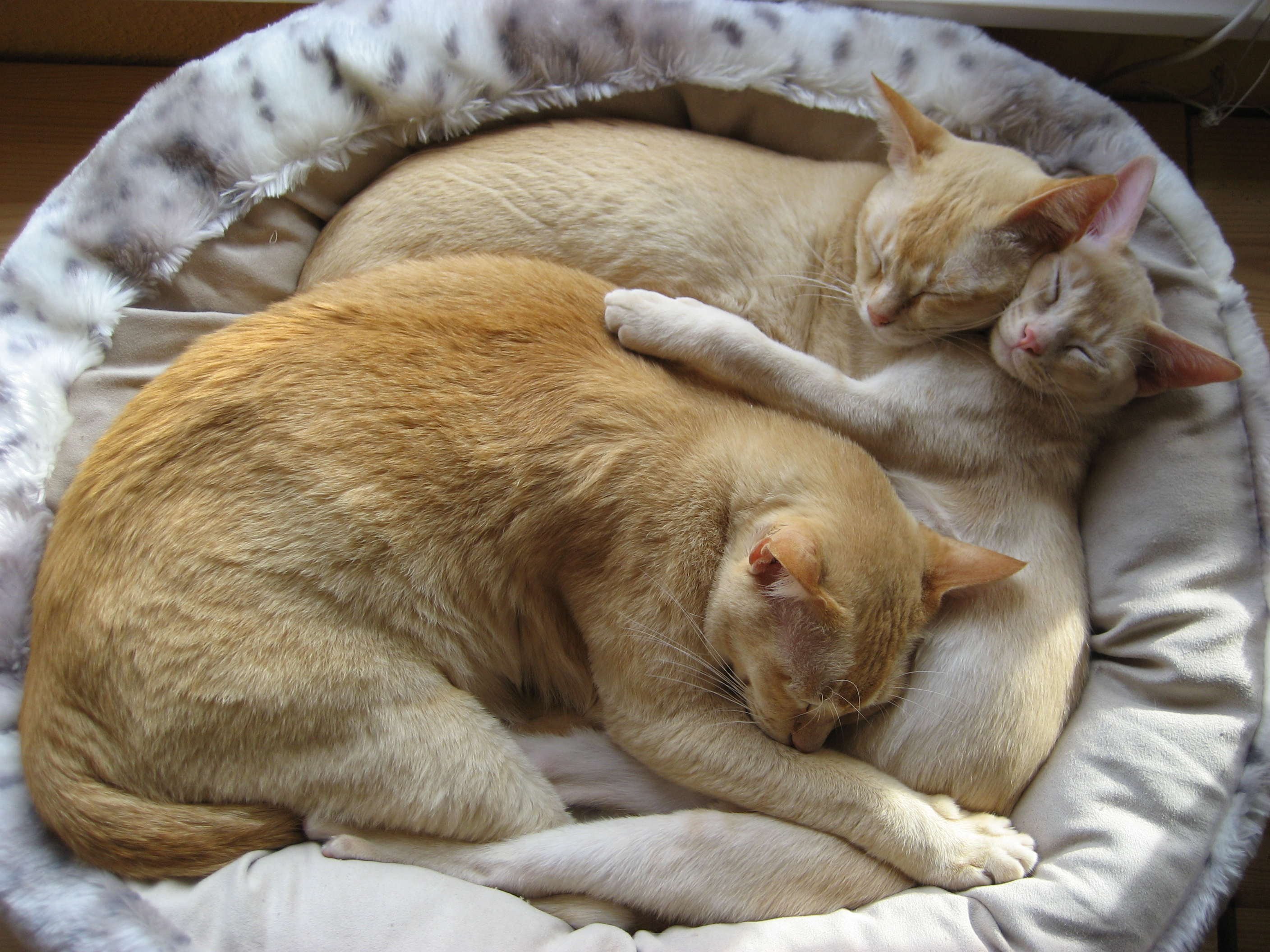